# More Than Life
More Than Life ist eine 2006 gegründete Melodic-Hardcore-Band aus England.

## Geschichte
Die 2006 gegründete Melodic-Hardcore-Band More Than Life besteht aus Sänger James Matthews, den beiden Gitarristen Joel Peets und Joey Bayes, sowie aus Schlagzeuger Tony Klein. Der ehemalige Bassist Bobby Daniels gründete die Gruppe Last Witness.
2007 erschien die Prelude EP als CD und Kassette. Diese wurde eigenfinanziert. Bereits im Jahr darauf brachten die Musiker über Day by Day Records und Anchors Aweigh Records die zweite EP Brave Enough to Fail heraus. Das Debütalbum, Love Let Me Go, erschien 2010 als CD und Vinylschallplatte über Purgatory Records.
Im April und Mai 2009 war More Than Life erstmals auf kontinentaler Ebene unterwegs, als Vorband für Your Demise und Deez Nuts. Eine Europatournee mit Break Even wurde von Oktober 2011 auf März/April 2011 verlegt, da beide Gruppen mit Besetzungswechseln zu kämpfen hatten. Es hieß außerdem, dass sich More Than Life nach dieser Tour auflösen würden. Vom 21. November 2013 bis zum 5. Oktober 2013 tourte More Than Life als Headliner durch Europa. Auftritte fanden in Deutschland, Italien, den Niederlanden, Österreich und in Tschechien statt. Begleitet wurde die Gruppe von Departures und Swan Dive. Am 21. September 2009, dem Auftakt der Tour in Köln, traten zudem Being as an Ocean, Capsize und The Elijah auf. Im Januar 2014 spielte die Gruppe eine Konzertreise durch das Vereinigte Königreich, gemeinsam mit Landscapes, Goodtime Boys und Caspian.
Am 14. April 2014 erschien das zweite Album What’s Left Of Me über Holy Roar Records.

## Diskografie

### EPs
- 2007: Prelude
- 2008: Brave Enough to Fail (Day by Day Records, Anchors Aweigh Records)

### Album
- 2010: Love Let Me Go (Purgatory Records)
- 2014: What’s Left Of Me (Holy Roar Records)